# براد ديلسون

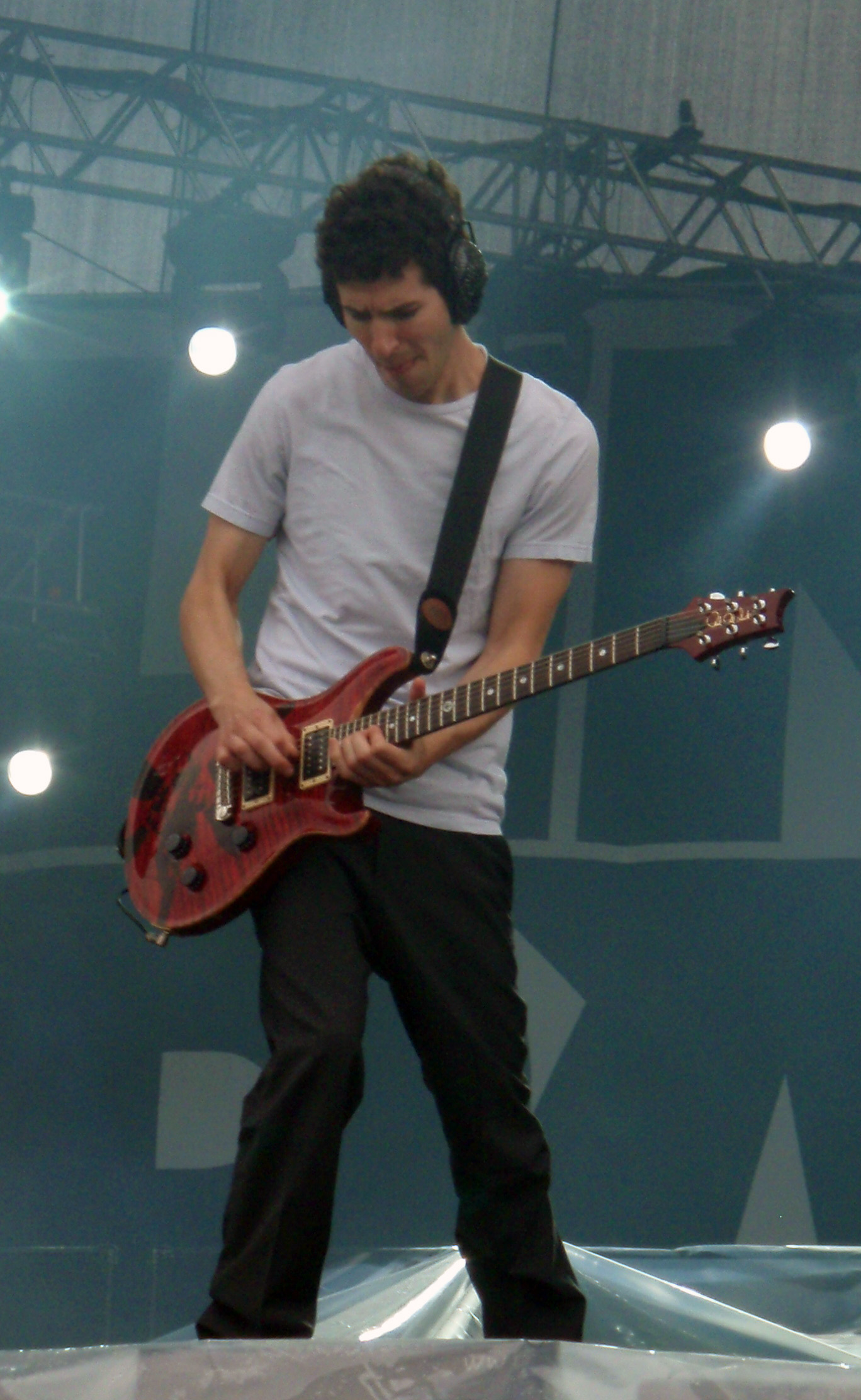

برادفورد «براد» فيليب ديلسون (بالإنجليزية: Brad Delson)، (مواليد 1 ديسمبر، 1977؛، هو عازف الكيتار لفرقة لينكين بارك.
يضع سماعات كبيرة أثناء الغناء وكان صديق مايك في المدرسة متزوج ولديه3 أطفال وضع وشم جديد في عام 2013 على كتفه الأيمن

## روابط خارجية
- براد ديلسون على موقع IMDb (الإنجليزية)
- براد ديلسون على موقع ميوزك برينز (الإنجليزية)
- براد ديلسون على موقع إن إن دي بي (الإنجليزية)
- براد ديلسون على موقع أول ميوزيك (الإنجليزية)
- براد ديلسون على موقع ديسكوغز (الإنجليزية)
- براد ديلسون على موقع قاعدة بيانات الفيلم (الإنجليزية)